# Bondita Acharya
Bondita Acharya (en asamés বন্দিতা আচাৰ্য; Jorhat, 12 de desembre de 1972) és una defensora dels drets humans índia. Ha participat en diverses missions de recerca per documentar casos de violència sexual, vulneracions de drets humans, caça de bruixes i conflictes en l'estat de l'Índia Assam. Des de l'any 2010, treballa amb diferents organitzacions de l'Organització de les Nacions Unides (ONU) en Ginebra, Nova York i Bangkok.

## Trajectòria
El seu pare era Jogananda Goswami, professor de Química a la Universitat Jagannath Barooah de Jorhat, i la seva mare, Marinalini Goswami, era la directora de l'escola EM Girls School de la mateixa localitat. Tots dos van morir en un temps de dos anys. Va estar casada amb Keyur Achraya, que va morir després de sis anys i mig de matrimoni a causa d'un infart de miocardi. Té un fill anomenat Palash Acharya.
Acharya va estudiar en Balya Bhavanen Jorhat i va cursar 11º i 12º en el JB College, on el seu pare era professor. Es va graduar de la Facultat de Ciències de la Universitat Agrícola de Assam i es va graduar del Departament d'Extensió i Comunicació de la Facultat de Ciències de la Universitat de Vadodara, Gujarat. En 2015, va obtenir una beca com a defensora de la vida humana en risc emmarcada en el Programa de Beques del Centre de Drets Humans Aplicats (CAHR) de la Universitat de York, a Regne Unit.

## Polèmica sobre la carn de boví
El 4 d'abril de 2017, arran d'una queixa de Mridupawan Bora, membre del Partit Popular Indi, tres persones van ser detingudes en Jorhat per posseir 500 grams de carn de boví destinada al consum. El consum de carn de vaca és tabú en l'hinduisme. No obstant això, la llei per la qual es va detenir a aquestes tres persones, la Llei de Conservació del Bestiar de Assam, no tipifica com a delicte la possessió o el consum de carn de boví, sinó que estableix les condicions en les quals es pot sacrificar el bestiar, la qual cosa plantejava el dubte de si eren legals les detencions.
Acharya va condemnar els arrestos en xarxes socials i Bajrang Dal, una organització nacionalista hindú, va reaccionar amb un comunicat de premsa exigint que emetés una disculpa pública per aquesta condemna. El 10 d'abril de 2017, Acharya va presentar una denúncia davant el Departament de Recerca Criminal de Guwahati, Assam, en el nord-est de l'Índia, després d'haver estat objecte de violentes amenaces en mitjans socials per les seves declaracions en xarxes contra l'arrest de les tres persones. Va estar amenaçada de mort, violació i atacs amb àcid per membres de Bajrang Dal.